# Subaru SVX
De Subaru SVX is een in 1991 gepresenteerd model van Subaru, en de opvolger van de weinig succesvolle Subaru XT(6). Kenmerkend was het bijzondere ontwerp en de 3.3-liter zescilinder boxermotor (codenaam EG33). Subaru heeft deze motor nooit in enig ander Subaru-model is geleverd, en het bleef de grootste motor die Subaru in haar modellen toepaste totdat in 2006 de faceliftversie van de Tribeca werd geïntroduceerd: die kreeg een 3,6-liter motor. Anders dan de XT had de SVX permanente vierwielaandrijving. De SVX is meer een GT dan een sportauto.
Waarschijnlijk vanwege gebrek aan succes is het model niet opgevolgd door een nieuw coupémodel. De snellere zescilinderuitvoeringen van de Subaru Legacy (bijvoorbeeld de 3.0R) werden geacht de doelgroep van de SVX te bedienen.
Het ontwerp is van Giorgetto Giugiaro van ItalDesign. Zeer kenmerkend voor het design van de auto zijn de zijruiten, waarvan alleen het onderste gedeelte open kan. Opvallend zijn ook de asynchrone velgen, die 'naar voren happen' en daardoor niet tussen links en rechts uitwisselbaar zijn. Tot slot was de 2-tone kleurstelling (dak en kofferbakdeksel waren altijd zwart) een opvallend designelement.
Vanaf modeljaar 1994 leverde Subaru een gefacelifte versie: deze heeft m.n. een verbeterde automatische transmissie (die een zwak punt in de SVX bleek, en vrijwel altijd na verloop van tijd revisie verlangde) en is meestal herkenbaar aan het feit dat de 2-tone kleurstelling achterwege werd gelaten. 
Momenteel is de SVX een vrij exclusieve verschijning in Nederland en België. Ten minste 39 (maar waarschijnlijk 42) exemplaren zijn nieuw, en ten minste 43 door import, op Nederlands kenteken gezet. Op 1 na alle origineel Nederlandse exemplaren zijn pre-facelift versie, ook al zijn meerdere daarvan pas in de jaren na de introductie van de facelift-versie voor het eerst te naam gesteld.
De SVX is alleen geleverd met automaat: er was nooit af-fabriek een handbak leverbaar. Er zijn wel mensen die achteraf de automaatbak wisselen door een handbak, maar in Nederland is dat niet gebruikelijk: slechts van 2 van de exemplaren die medio 2025 op Nederlands kenteken staan is bekend dat ze naar een handbak zijn omgebouwd.
De SVX werd in andere landen in meerdere varianten geleverd met verschillende uitrustingsniveaus. In Nederland werd alleen de versie met vierwielaandrijving geleverd en met veel zaken standaard die elders opties waren. Bij introductie waren de enige resterende opties leren stoelbekleding (standaard was Alcantara) en leren stuur (standaard was kunststof), een achterspoiler, en een bestuurdersairbag.
In productie:
Impreza ·
WRX STi ·
XV · 
Forester ·
Levorg ·
Legacy ·
Outback ·
BRZ

Niet meer geproduceerd:
360 · 
Sambar · 
R-2 · 
Rex (Mini Jumbo) ·
Vivio ·
Exiga ·
Justy/G3X Justy ·
1000 ·
Traviq ·
Baja ·
E-wagon (Libero) · 
1500 ·
Leone · 
Trezia · 
XT · 
SVX ·
Tribeca

Conceptauto's:
Viziv ·
B5-TPH ·
Hybrid Tourer ·
B11S
Acura · Daihatsu · Honda · Infiniti · Lexus · Mazda · Mitsubishi · Mitsuoka · Nissan · Scion · Subaru · Suzuki · Toyota